# مرغ باران وستلند
مرغ باران وستلند (نام علمی: Procellaria westlandica) نام یک گونه از تیره کبوتردریاییان است.